# Filiberto Montagud
Filiberto Montagud y Díaz (Barcelona, 1877-Madrid, 1963) fue un artista polifacético especializado principalmente en la pintura, escultura y dibujo humorístico. También se dedicó al activismo social en el que desarrolló actividades de periodismo, política y promoción del deporte siendo el fundador de la Sociedad Getafe Deportivo, antecesor inicial del actual Getafe Club de Fútbol.

## Biografía
Nació en Barcelona en 1877, hijo de un abogado y desde joven se dedicó al dibujo por vocación. Ya a los dieciséis años inició la publicación de las primeras ilustraciones en semanarios catalanes. Con dieciocho años viajó a Madrid y mientras asistía a clases de dibujo en la Real Academia de Bellas Artes de San Fernando trabajó en la publicación Nuevo Mundo.
En enero de 1907 inició la publicación junto a José María Alcoverro de la revista mensual Por el Arte que se dedicaba a la información de noticias relacionadas con el arte así como de publicar la relación de modelos y estudios para alquilar de utilidad para los artistas. El último número apareció en abril de 1908. También se dedicaba a la crítica de la política artística del país como a la denuncia de las corruptelas en las comisiones encargadas de erigir monumentos.
También escribió los libretos de varios sainetes líricos. En 1909 estrenó ¡Jesús, que malas lenguas! con música de los maestros Quislant y Carbonell, y ¡Allí hace falta una mujer! o ¡lo que hacen 10.000 piastras kurdas!, con música del maestro Aroca, En junio de 1911 estrena la obra teatral Los celos de Ámparo, escrito junto a Luis de Diego, un actor de la compañía Lara.
En 1912 nace su hija Luisita y a los pocos meses la capital sufre una epidemia de gripe o tifus. Filiberto decide mudarse a Getafe a una casa que por aquel entonces era el final de la calle Madrid, cerca de dónde se localizaba el antiguo cuartel de artillería y que actualmente es el campus de la Universidad Carlos III de Madrid. En aquella época, Getafe era un pueblo con un ambiente mucho más salubre que el de la ciudad.
En noviembre de 1913 inicia una nueva revista quincenal La Región dedicada a dar noticias circunscritas a los intereses de las poblaciones que en la época formaban parte del partido judicial de Getafe. La línea editorial es muy crítica con los caciques de las poblaciones y las injusticas de los poderes establecidos, así como la corrupción que imperaba en España en aquella época.
Como consecuencia de la implicación en los problemas del municipio se presentó a las elecciones municipales y resultó elegido concejal en el Ayuntamiento de Getafe. Por aquel entonces Getafe realizaba todas las celebraciones populares con toros, capeas y encierros, siendo habitual la muerte de alguna persona durante su celebración. En las fiestas patronales de 1918, por decisión de la comisión de festejos ante la recomendación del gobierno civil de Madrid, el festejo taurino programado es suspendido. Los vecinos acusaron al concejal y director del periódico de ser el causante de su eliminación ya que la posición de Filiberto Montagud era públicamente contraria a estos eventos. Las protestas delante de su domicilio, amenazas personales, y la reacción de los sectores más radicales y violentos le lleva a dimitir como miembro del ayuntamiento y a cerrar el periódico.
No obstante, con el afán de atraer a los jóvenes a otras aficiones "más civilizadas" creará la Sociedad Getafe Deportivo, embrión inicial de lo que actualmente es el Getafe Club de Fútbol, de la que será primer presidente. El primer partido se celebrará el 19 de mayo de 1923 dentro del programa de fiestas siendo un evento amistoso contra la Internacional Deportiva de Madrid. El saque de honor fue realizado por su hija Luisita Montagud. El resultado final fue de 1-4 a favor del visitante. Filiberto Montagud abandonó rápidamente la asociación que fue transformada para poder competir a nivel regional.
En 1927 regresó a la capital donde siguió realizando su trabajo como pintor y escultor. Durante los siguientes años también colaboró como diseñador de escenarios o actor secundario para algunas películas. En 1945 también publicó la recopilación de sus poemas con el título Del amar y del dolor. 
En julio de 1961, Juan de Ávalos y Taborda organizó una cena en homenaje a Filiberto Montagud como "extraordinario pintor y dibujante" donde asistieron muchos artistas nacionales de renombre.